# Антигона (наложница Филоты)
Антигона (др.-греч. Ἀντιγόνη; IV век до н. э.) — наложница македонского военачальника Филоты, способствовавшая его падению и гибели.

## Биография
По мнению исследователей, Антигона была женщиной простого происхождения. Она родилась в Пелле или Пидне. Когда Антигона плыла в Самофракию для участия в мистериях, она была схвачена персидским навархом Автофрадатом. По предположению Берна, это произошло около 356 года до н. э., по мнению же Дж. Гамильтона — в 333 году до н. э.
После захвата македонской армией в 333 году до н. э. Дамаска Антигона, отличавшаяся красотой, стала наложницей старшего сына Пармениона. Ей Филота рассказывал о своих и отцовских великих деяниях, называя Александра мальчишкой, всем им обязанным. Об этом впоследствии стало известно царю. По мнению канадского исследователя В. Хеккеля, у Антигоны не было умысла вредить своему покровителю, но её рассказы в итоге стали известны доверенному лицу царя Кратеру, питавшему ненависть к Филоте. Антигону привели к Александру, поручившему следить за Филотой и обо всём услышанном докладывать лично ему. О дальнейшей судьбе Антигоны исторические источники не сообщают.